# NGC 1288
NGC 1288 est une vaste galaxie spirale intermédiaire située dans la constellation du Fourneau. Elle a été découverte par l'astronome britannique John Herschel en 1835.

## Caractéristiques
La classe de luminosité de NGC 1288 est III et elle présente une large raie HI.

### Distance
Sa vitesse par rapport au fond diffus cosmologique est de 4 413 ± 10 km/s, ce qui correspond à une distance de Hubble de 65,1 ± 4,6 Mpc (∼212 millions d'al).
À ce jour, sept mesures non basées sur le décalage vers le rouge (redshift) donnent une distance de 66,386 ± 5,192 Mpc (∼217 millions d'al), ce qui est à l'intérieur des valeurs de la distance de Hubble.

### Morphologie
NGC 1288 a été utilisée par Gérard de Vaucouleurs comme une galaxie de type morphologique SAB(rs)bc dans son atlas des galaxies,.

## Supernova

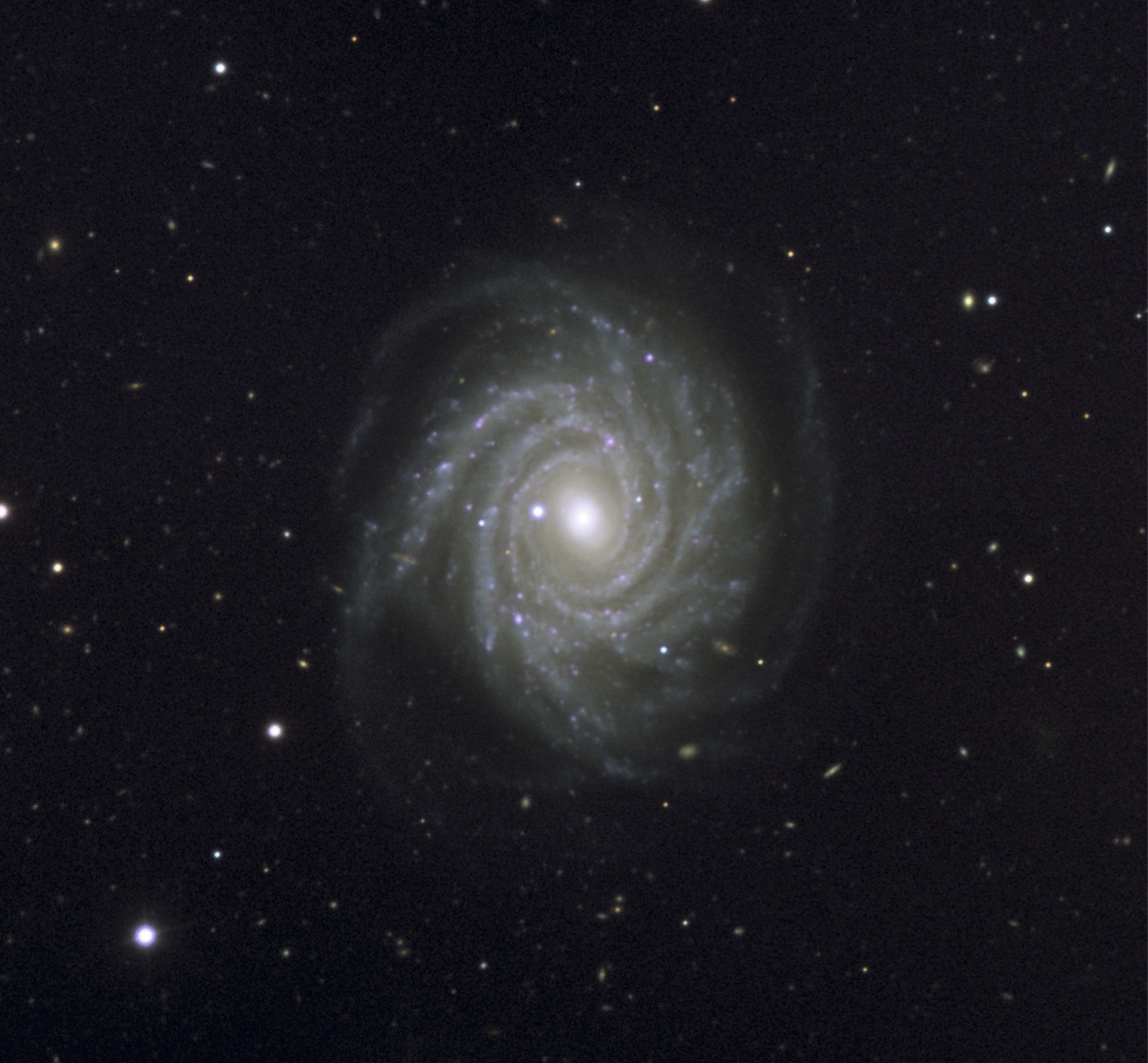
Image composite couleur de la supernova de type Ia SN 2006dr dans la galaxie spirale NGC 1288, telle qu'observée avec le Very Large Telescope de l'ESO.

La supernova SN 2006dr a été découverte le 17 juillet 2006 dans NGC 1288 par l'astronome amateur sud africain Berto Monard. Cette supernova était de type Ia.